# Raikou
Raikou (japanski: ライコウ Raikou) jedan je od 1025 fiktivnih vrsta Pokémona iz medijske franšize Pokémon, skupa Pokémon videoigara, animiranih serija, manga stripova, knjiga, igraćih karata i drugih medija kojima je tvorac Satoshi Tajiri. Svrha je Raikoua u videoigrama, animiranoj seriji i manga stripovima, kao i svrha ostalih Pokémona, borba s divljim Pokémonima – neukroćenim stvorenjima koje igrači i likovi pronalaze dok kreću na razne avanture – i pripitomljenim Pokémonima drugih Pokémon trenera.
Ime "Raikou" u potpunosti je preuzeto iz japanskog jezika. Dolazi od japanskih riječi "rai" = grmljavina, i "kou" = gospodar. U doslovnom prijevodu, njegovo bi ime značilo "gospodar grmljavine". Njegovo ime moglo bi dolaziti i od riječi Raiju: japanskog demona čije ime znači "gromovita životinja" ili "gromovita zvijer", na čijem se liku Raikou vjerojatno i temelji. Raijua se prikazuje kao demona grmljavine u obliku mačke, jazavca ili lasice.

## Biološke karakteristike
Raikou je jedan od Legendarnih pasa (na koje se često odnosi i kao Legendarne zvijeri ili Legendarne mačke) u Johto regiji, te od njih troje, Raikou najviše nalikuje mačkama. Prema legendi, Legendarne je zvijeri reinkarnirao Ho-oh iz duha triju Pokémona koji su poginuli u požaru. Prema još jednoj legendi, vjeruje se da su ti Pokémoni bili Vaporeon (koji je kasnije reinkarniran u Suicunea), Flareon (reinkarniran u Enteia) i Jolteon (reinkarniran u Raikoua). Još jedan mit o rođenju Raikoua kaže da je nastao udarom groma u zemlju. Svaki od Legendarnih pasa personificira jedan od aspekata prirode; u ovom slučaju, Raikou predstavlja brzinu munje i snagu groma.
Poput mnogih Električnih Pokémona, Raikou u svom tijelu pohranjuje ogromne količine energije u svome tijelu. Ovo mu daje izvanrednu vitalnost te mu omogućava da neprestano trči diljem svijeta, izbacujući elektricitet iz kišnog oblaka na svojim leđima. Raikouov lavež opisan je kao "gromovit": dovoljno je glasan i snažan da stvori Udarne valove (Shock Wave) i protrese zemlju kao da je grom zaista udario u nju.

## U videoigrama
Raikou je u početku bio dostupan samo u Pokémon Gold, Silver i Crystal videoigrama. Igrač ga prvo mora probuditi iz sna u podrumu Spaljenog tornja smještenog u gradu Ecruteaku. Nakon toga, Raikou će lutati Johto regijom, izuzev špilja i morskih puteva. 
U bilo kojoj igri, kada je Raikou pušten u divljinu, sve je prepušteno sreći hoće li će ga igrač sresti ili ne, kao što je slučaj s Enteiom i Suicuneom. Doduše, nakon što ga igrač sretne, Pokédex ga automatski registrira te kasnije može pokazati njegovu trenutnu lokaciju, dajući igraču šansu da ga strateški prati i uhvati. Raikou će promijeniti lokaciju na Johto karti nakon što igrač promijeni lokaciju. Ako igrač upotrijebi Letenje (Fly) kako bi došao na neki udaljeniji grad, Raikou će u potpunosti promijeniti lokaciju. Kada igrač dođe na istu lokaciju gdje se i Raikou nalazi, on ili ona trebao bi temeljito pretražiti travu kako bi iz nje istjerao Raikou.
Kada igrač napokon pronađe Raikoua, njegovo samo hvatanje postaje izazov. Igrač bi ga trebao oslabiti što je prije moguće, jer će Raikou nakon svakog kruga pokušati pobjeći. Uz to, Raikou zna tehniku Rike (Roar), koja mu pomaže da pobjegne ako je na njemu izvršen napad koji onemogućuje bježanje, poput Podmuklog pogleda (Mean Look) ili Blokiranja (Block). Ipak, ako Raikou upotrijebi Riku, u potpunosti nestaje s karte. Na sreću, Raikou zadržava svu primljenu štetu i status efekte koje je zadobio iz zadnjeg susreta te će naposljetku imati dovoljno nanesene štete da ga se lakše može uhvatiti.  
U Pokémon FireRed i LeafGreen igrama, Raikou će lutati Kanto regijom na isti način, nakon što igrač pobijedi Elitnu četvorku, pod uvjetom da je igrač izabrao Squirtlea za svog početnog Pokémona.
U Pokémon Colosseum videoigri, Raikou je Shadow Pokémon. Može ga se oteti Einu, Administratoru Team Ciphera, u Shadow institutu. 
Raikou se pojavljuje kao šef u Pokémon Mystery Dungeon videoigri.
Raikou se isto tako pojavljuje kao šef u Pokémon Ranger videoigri, u kojoj može prizvati gromove i munje kako bi napao igrača i spriječio ga da ga uhvati.
Raikou je Legendaran Pokémon, te su mu statistike veoma visoke, a posebno se iskazuje u Special Attack i Speed statusima, dok mu je najniži Defense status, sličan prosječnom Pokémonu. Raikou nije svestran što se tehnika tiče; većinom uči Električne napade poput Iskre (Spark), Udara groma (Thunderbolt) i Groma (Thunder). Isto tako, može naučiti Odbijanje (Reflect), kako bi poboljšao svoj Defense status, i Drobljenje (Crunch), snažan Mračni napad. Zbog svojih statistika, Raikou svoj najbolji potencijal može pokazati kao specijalni Minolovac.

## U animiranoj seriji
Ne nalik Enteiu i Suicuneu, Raikou se ne pojavljuje u filmovima. Umjesto toga, pojavio se tri prve epizode Pokémon Kronika, imena "Raikou - The Legend of Thunder". U toj epizodi, dva specijalna agenta Tima Raketa imena Attila i Hun smišljaju kako uhvatiti Raikoua, a tri mlada Pokémon trenera iz grada New Barka ih pokušavaju zaustaviti.
Tri Raikoua pojavila su se u epizodama "What's with Wattson" i "Manectric Charge". Ali na kraju se ispostavilo da su bili roboti koje je napravio Wattson kako bi iznenadio mlade trenere.